# Джон Пейн
Джон Браянт Пейн (англ. John Bryant Paine, нар. 19 квітня 1870, Бостон — 2 серпня 1951, Вестон) — американський стрілок, чемпіон літніх Олімпійських ігор 1896 в Атенах.

## Сім'я
Джон Пейн був сином Чарльза Джексона Пейна, генерала Армії Федератів під час тривання громадянської війни в США та братом Самнера Пейна, стрілка та призера літніх Олімпійських ігор 1896 року.

## Літні Олімпійські ігри 1896
Пейн був членом Спортивної Асоціації Бостона, яка вислала Джона взяти участь в змаганнях зі стрільби в Атенах у 1896 році. Саме тоді Пейн вирішив прийняти їхню пропозицію, але перед тим вирушив до Парижа переконати свого брата стати до змагань разом з ним.
Джон разом з Самнером приїхали на змагання з власними пістолетами і їм було дозволено взяти участь у двох конкуренціях. Брати були дискваліфіковані зі змагань по стрільбі зі швидкісного пістолета через відсутність у них пістолета відповідного калібру. Проте завдяки використанню пістолетів фірми Кольт, Джон з легкістю посів перше місце в стрільбі з армійського пістолета на 25 метрів попавши у 25 мішеней з 30 і здобувши 442 бали. Друге місце дісталось його брату, Самнеру, який отримав 380 балів; третє місце посів грек Ніколаос Доракіс, всього 205 балів.
Джон вирішив не брати участь в стрільбі з довільного пістолета на 50 м. Причиною цього рішення якби було не бажання бентежити грецьких господарів, однак більш ймовірна версія подій така, що ще до початку змагань зі стрільби на 25 метрів брати домовились між собою, що той хто виграє дане змагання не буде брати участь у наступному змаганні.

## Подальше життя
Після вдалих Олімпійських ігор 1896 року, Джон став учасником Іспансько-американської війни. Після закінчення війни Пейн вернувся в Бостон і став багатим інвестиційним банкіром.